# 西特拉弗斯鎮區 (密歇根州)
西特拉弗斯鎮區（英語：West Traverse Township）是位於美國密歇根州埃米特縣的一個行政鎮區。

## 地方資料
西特拉弗斯鎮區的面積為34.70平方千米，當中陸地面積為34.65平方千米，而水域面積為0.05平方千米。根據2020年美國人口普查的數據，當地共有人口1768人，而人口密度為每平方千米50.95人。